# El duelo (película)
El duelo es una película de comedia y acción argentina de 2023 dirigida por Augusto Tejada. Narra la historia de un hombre que contrata un sicario para que lo asesine, pero se arrepiente tarde cuando conoce a una mujer de la que se enamora. Está protagonizada por la China Suárez y Joaquín Furriel. La película se estrenó el 12 de octubre de 2023.

## Sinopsis
La historia se centra en Ernesto, un contador que descubre de la peor manera que su mujer lo engaña, por lo cual, sucumbe en una depresión que lo lleva a contactarse con una red de sicarios para que lo asesinen, ya que él es incapaz de quitarse la vida. Sin embargo, una noche conoce a Rita, de quien queda perdidamente enamorado y quiere dar marcha atrás con la decisión que tomó antes de conocer a Rita. Por ello, Rita junto a Ernesto se embarcan en una carrera por salvar la vida de él de los sicarios que lo persiguen sin cansancio.

## Elenco
- China Suárez como Rita
- Joaquín Furriel como Ernesto Vidaldi
- Juan Ignacio Cané como Franco
- Domingo Milesi como Lorenzo
- Cristina Invernizzi como Samanta
- Diego Olazabal como Anselmo
- Nadia Valverde como Ana
- Maximiliano de la Cruz como Ramón Parodi
- Diego De Gregorio como Vecino de Ernesto

## Recepción

### Comentarios de la crítica
La película recibió críticas negativas por parte de los expertos. Guillermo Courau de La Nación calificó al filme como regular porque «se transforma en una sucesión de situaciones, sin mayor brillo ni autonomía», aunque rescató que «las actuaciones se presentan como lo más destacado de la propuesta, gracias al oficio de la dupla protagónica». Emiliano Basile de Escribiendo cine señaló que «cuando el film sale a la calle y la aventura se desata, extrañamente el ritmo que debía acelerarse se entorpece, con chistes que no funcionan del todo, escenas de acción mal filmadas y una persecución poco creíble».
En una reseña para Clarín, Pablo O. Scholz elogió la interpretación de Furriel por su «versatilidad» y la de Suárez por «estar muy bien» en una «comedia de acción bastante típica». Diego Batlle de Otros cines señaló que «el principal problema de El duelo es que la narración nunca alcanza la tensión romántica, el suspenso ni la gracia a la que supuestamente aspira» y «el resultado es un film mediocre, mecánico y previsible».

### Premios y nominaciones
| Lista de premios y nominaciones | Lista de premios y nominaciones        | Lista de premios y nominaciones | Lista de premios y nominaciones | Lista de premios y nominaciones | Lista de premios y nominaciones |
| Año                             | Organización                           | Categoría                       | Nominado/a(s)                   | Resultado                       | Ref(s)                          |
| ------------------------------- | -------------------------------------- | ------------------------------- | ------------------------------- | ------------------------------- | ------------------------------- |
| 2024                            | Premios Martín Fierro de Cine y Series | Mejor película de plataforma    | El duelo                        | Nominado                        | [ 9 ]                           |